# Adolf Blaser
Adolf Blaser (* 31. Mai 1908 in Neuenegg; † 7. Juni 1978 in Bern; heimatberechtigt in Trubschachen) war ein Schweizer Lehrer und Politiker (SP).

## Leben
Blaser absolvierte das Lehrerseminar in Bern-Hofwil und schloss 1928 mit dem Lehrerpatent ab. Von 1930 bis 1964 war er als Primarlehrer in Urtenen-Schönbühl tätig.
Von 1945 bis 1964 war Blaser in unterschiedlichen Gemeindeämtern, unter anderem sechs Jahre als Gemeindekassier und zwölf Jahre als Gemeinderatspräsident, tätig. Im Jahr 1950 erfolgte seine Wahl in den Berner Grossrat, den er 1962/1963 präsidierte und dem er bis 1964 angehörte. Danach war er Regierungsrat (Gesundheits- und Gemeindedirektion, ab 1966 Gesundheits- und Fürsorgedirektion) und ab 1967 auch Nationalrat. Auf letzteres verzichtete er ab Juni 1970, um sich mehr der kantonalen Politik zu widmen. In seiner Amtszeit als Regierungsrat bis 1976 entwarf er unter anderem die erste Spitalplanung, die zum Spitalgesetz von 1973 – mit einer neuen Finanzierung und Lastenverteilung – führte.